# Opius lateroareatus
Opius lateroareatus är en stekelart som beskrevs av Fischer 2001. Opius lateroareatus ingår i släktet Opius och familjen bracksteklar. Inga underarter finns listade i Catalogue of Life.